# Aire urbaine de Caussade
L'aire urbaine de Caussade est une ancienne aire urbaine française centrée sur la ville de Caussade. 

## Caractéristiques
En 2020 elle intégré l'aire d'attraction de Montauban.
D'après la définition qu'en donne l'INSEE en 2010, l'aire urbaine de Caussade est composée de deux communes, toutes situées dans le Tarn-et-Garonne.
Son pôle urbain est l'unité urbaine de Caussade (couramment : agglomération).

### Communes
Liste des communes appartenant à l'aire urbaine de Caussade selon la nouvelle délimitation de 2010 et sa population municipale en 2010 (liste établie par ordre alphabétique) :
| Nom      | Code Insee | Statut | Superficie (km2) | Population (dernière pop. légale) | Densité (hab./km2) |
| -------- | ---------- | ------ | ---------------- | --------------------------------- | ------------------ |
| Caussade | 82037      |        | 45,73            | 6 805 (2014)                      | 149                |
| Monteils | 82126      |        | 12,08            | 1 363 (2014)                      | 113                |

## Évolution démographique
L'évolution démographique ci-dessous concerne l'unité urbaine selon le périmètre défini en 2010.
| 1968  | 1975  | 1982  | 1990  | 1999  | 2007  | 2012  | 2013  |
| ----- | ----- | ----- | ----- | ----- | ----- | ----- | ----- |
| 5 846 | 6 195 | 6 721 | 7 008 | 7 046 | 7 757 | 8 022 | 8 095 |